# فايربيتز
فايربيتز (بالإنجليزية: Firebeatz)‏ هي مجموعة موسيقية هولندية مكونة من كل من تيم بنيامين سمولدرز من مواليد 14 أغسطس 1985، وغور فان دوسيلار وُلد في 7 يوليو 1987. وتم تشكيلها في تيلبورغ سنة 2008. اكتسبوا شهرة من خلال أغانيهم مثل «عزيزي نيويورك»، «ها نحن هنا * cking Go» و"Helicopter". يعملون جنبًا إلى جنب مع فانين معروفين مثل كالفين هاريس، وتييستو، ومارتن غاريكس.

## روابط خارجية
- فايربيتس على موقع ميوزك برينز (الإنجليزية)
- فايربيتس على موقع أول ميوزيك (الإنجليزية)
- فايربيتس على موقع ديسكوغز (الإنجليزية)